# 감백주
감백주(闞伯周, ? ~ 477년)는 감씨고창의 제1대 왕(460년 ~ 477년)이다.
460년, 유연이 고창북량을 공격해 저거안주를 죽이고 감백주를 고창국왕으로 옹립하였다.
477년, 감백주가 죽고 아들 감의성이 즉위했다.